# كايرومون

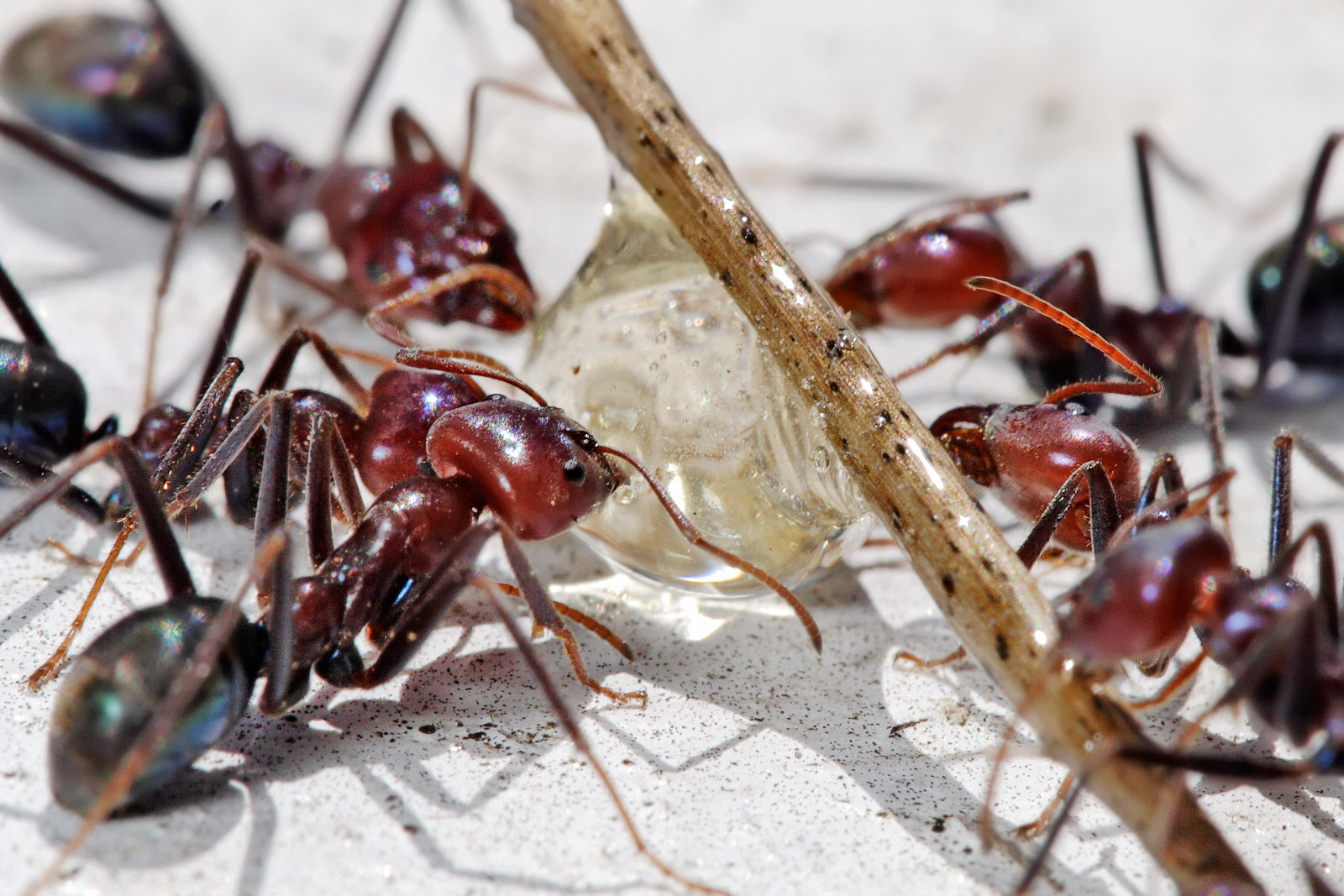
مادة طبيعية من المواد الكيميائية الأليلية

الكايرومون (kairomone) هو مادة طبيعية من المواد الكيميائية الأليلية (Allelochemicals) وهو أحد المواد الناقلة للإشارات أو الرسائل الكيميائية يفرزه كائن حي يتوسط التفاعلات بين الأنواع بطريقة تفيد نوعًا آخر يتلقى هذه الرسائل الكيميائية على حساب المُصدِر لها. الكلمة مشتقة من الكلمة اليونانية καιρός، والتي تعني "الفرصة السانحة".يعمل الكايرومون كشكل من أشكال "التنصت"، مما يتيح للمتلقي اكتساب ميزة على حساب المُصدِر، مثل تحديد موقع الطعام أو الهرب من الحيوانات المفترسة، حتى لو كان ذلك يشكل خطرًا على المُصدر. على عكس الألومونات، التي تفيد المُصدر على حساب المتلقي، أو السينومونات، التي تكون مفيدة للطرفين، فإن الكايرومونات تفضل المتلقي فقط. تُدرس الكايرومونات في المقام الأول في علم الحشرات، ويمكن أن تلعب أدوارًا رئيسية في ديناميكيات المفترس والفريسة، وجذب الشريك، وحتى التطبيقات في مكافحة الآفات.تحمل الكايرومونات إشارات كيميائية جاذبة أو طاردة للكائن الحي الذي يستقبلها. مثال مألوف هو حمض اللاكتيك في العرق الذي يجذب بعض أنواع البعوض. 

## الكشف عن الحيوانات المفترسة وتحديد موقع الفريسة
أحد الأمثلة على ذلك في شجرة الصنوبر بونديروسا (Pinus ponderosa)، والتي تنتج مركبًا تيربينيًا يسمى ميرسين (Myrcene) عندما تتضرر بسبب خنفساء الصنوبر الغربية. بدلاً من ردع الحشرة، تعمل بشكل تآزري مع فيرومونات التجمع/التقارب/الآلفة التي تعمل بدورها على جذب المزيد من الخنافس إلى الشجرة. [بحاجة لمصدر]
تجد الخنافس المفترسة المتخصصة خنافس اللحاء (فرائسها) باستخدام الفيرومونات التي تنتجها خنافس اللحاء. في هذه الحالة، تكون المادة الكيميائية المنتجة عبارة عن فيرومون (اتصال بين خنافس اللحاء) وكايرومون (التنصت). تم اكتشاف ذلك عن طريق الصدفة عندما انجذبت الخنافس المفترسة والأعداء الآخرين إلى مصائد الحشرات المطعَّمة بفيرومونات خنافس اللحاء. [بحاجة لمصدر]
يمكن استغلال الفيرومونات من أنواع مختلفة ككايرومونات بواسطة المستقبلات. تنجذب الزنابير الألمانية، إلى الفيرمون الذي تنتجه ذكور ذباب الفاكهة المتوسطية عندما تتجمع الذكور لعرض التزاوج، مما يتسبب في موت بعضها. وعلى النقيض من ذلك، فإن الفيرمون المنبه لنملة اللحم (Iridomyrmex purpureus) (الذي يستخدم للتواصل مع وجود تهديد) هو الذي ينجذب إليه  العنكبوت المفترس. [بحاجة لمصدر]

## استجابات الفريسة للإشارات المفترسة
تستخدم بعض الفرائس مواد كيميائية منشأها الحيوانات المفترسة، وتستخدم هذه الإشارات كمؤشر على مستوى خطر الافتراس وتغيير مورفولوجيتها إذا لزم الأمر. تُعرف التغييرات في مورفولوجيتها الناجمة عن وجود الحيوانات المفترسة باسم تعدد الأنماط الظاهرية الناجم عن وجود الحيوانات المفترسة، وتحدث عبر مجموعة متنوعة من الحيوانات. على سبيل المثال، تظهر برغوث الماء القلنسوي تكوين "خوذات" عند تعرضها للحيوانات المفترسة أو المياه التي عاشت فيها. تشمل الحيوانات المفترسة لها كلادوسيران (مثل بضة kindtii) ويرقات Chaoborus flavicans، وهي من الذباب الصغير. تستجيب لهذه الكايرومونات بمضاعفة حجم خوذها، وهي بنية واقية. تجعلها هذه التغييرات في مورفولوجيتها أكثر أمانًا من الحيوانات المفترسة.

### الفئران
تخاف الفئران غريزيًا من رائحة مفترسيها الطبيعيين، بما في ذلك القطط والجرذان، حتى لو تم عزلها عن الحيوانات المفترسة لمئات الأجيال.عندما تم تنقية الإشارات الكيميائية المسؤولة عن استجابة الخوف من لعاب القطط وبول الجرذان، تم التعرف على إشارتين بروتينيتين متماثلتين: Fel d 4 (القطط allergen 4)، وهو نتاج جين Mup لدى القطط، وRat n 1 (الجرذ البني allergen 1)، وهو نتاج جين Mup13 لدى الجرذان. تخاف الفئران من هذه البروتينات البولية الرئيسية (Mups) حتى عندما يتم إنتاجها في البكتيريا، في حين أن الحيوانات المتحورة (الطافرة) التي لا تستطيع اكتشاف Mups لا تظهر أي خوف من الجرذان، مما يدل على أهميتها في إثارة استجابات الخوف. ليس معروفًا على وجه التحديد كيف تبدأ Mups من أنواع مختلفة سلوكيات متباينة، ولكن تم إثبات أن Mups لدى الفئران والمفترسات Mups تنشط أنماطًا فريدة من الخلايا العصبية الحسية في أنف الفئران المتلقية. وهذا يعني أن الفئران تدركها بشكل مختلف، عبر شبكة عصبونية مميزة. مستقبلات الفيرمونات المسؤولة عن اكتشاف Mup غير معروفة أيضًا، على الرغم من الاعتقاد بأنها أعضاء في فئة مستقبلات V2R.

### الكلبيات
يحتوي بول الكلبيات، مثل الذئاب، على مشابهات البيرازين المحتوية للكبريت والتي تم تحديدها على أنها كايرومونات. تنبه هذه الإشارات الكيميائية بين الأنواع الفريسة المحتملة إلى وجود حيوان مفترس، مما يؤدي إلى سلوكيات تجنب وتجميد في أنواع مثل الفئران والغزلان والماشية. قد تكتشف الحيوانات آكلة اللحوم الأخرى، مثل القيوط، كايرومونات الذئب وتتجنب المناطق التي تحمل علامات بول الذئب. [بحاجة لمصدر]

## الدور في جذب الشريك
تستخدم بعض الحيوانات أيضًا الكايرومونات لتحديد موقع الأزواج المحتملة. على سبيل المثال، من خلال التغذية على النباتات الوعائية، تحفز أنثى الدودة البيضاء إطلاق المواد المتطايرة في الأوراق الخضراء (GLVs). تختلط هذه الكايرومونات مع الفيرومونات الخاصة بالإناث، مما يعزز قدرتها على جذب الذكور من هذا النوع.

## التطبيقات
مثل الفيرومونات (مواد كيميائية تستخدم للتواصل الكيميائي داخل الأنواع)، يمكن استخدام الكايرومونات "كمبيدات جذب" لجذب أنواع الآفات إلى موقع يحتوي على مبيد حشري. ومع ذلك، يمكن استخدامها أيضًا لجذب الأنواع المرغوبة. تم استخدام الكايرومونات التي تنتجها عوائل الدبابير الطفيلية في محاولة لجذبها وإبقائها في المحاصيل حيث تقلل من أكل الأعشاب، ولكن هذا قد يؤدي بدلاً من ذلك إلى هجمات أقل على الآفات العاشبة إذا كان الكايرومون المطبق يصرف انتباهها عن العثور على عوائل حقيقية. على سبيل المثال، أظهرت الدراسات أن الكيرومونات فعالة في جذب إناث ثاقب قصب السكر الأفريقي لوضع البيض على مواد الأوراق الميتة.  وقد أبرزت الاكتشافات الحديثة أن الحيوانات المفترسة تنجذب إلى رائحة الحيوانات المفترسة الموجودة في نفس الوقت. تمت دراسة الكايرومونات على نطاق واسع، وبعضها قيد الاستخدام بنجاح، في منطقة القضاء على Anastrepha suspensa في فلوريدا لدعم صناعات الحمضيات والعديد من البساتين الأخرى هناك.